# Verticillium calophylli
Verticillium calophylli là một loài Ascomycetes trong họ Incertae sedis. Loài này được Wiehe W. Gam miêu tả khoa học đầu tiên năm 1971.
Đây là loài gây hại của cây Pterocarpus indicus, phát triển phổ biến ở Seychelles.